# SK Moravská Slavia Brno - fotbal
SK Moravská Slavia Brno - fotbal is een Moravische voetbalclub uit de stad Brno, Moravië, Tsjechië. De club werd op 25 april 1906 opgericht als voetbalafdeling van de Sportclub Moravská Slavia Brno. In 1912 en 1913 werd de club kampioen van Moravië. In 1935/36 en 1936/37 speelde de club in de hoogste klasse van Tsjechoslowakije. Enkele jaren na de Tweede Wereldoorlog fusioneerde de club en hield zo op te bestaan. In 1965 werd de club heropgericht, maar kon niet meer het allure van voorheen bereiken.

## Geschiedenis
Om de sterke Duitse minderheid in de stad Brno, toen nog Brünn als stad in het keizerrijk Oostenrijk-Hongarije, tegen te gaan, richtten enkele patriotten op 25 oktober 1904 een eigen sportclub op. De voetbalafdeling werd pas in april 1906 opgericht. Het elftal bestond voornamelijk uit studenten en de club kreeg pas in 1908 een eigen speelveld. Vier jaar later werd de club kampioen van Moravië en plaatste zich zo voor de halve finale om het Tsjechische kampioenschap waarin de club met 3-6 verloor van AC Sparta Praag. Ook het volgende jaar werd de club kampioen en kwam toen meteen in de finale om de titel uit, maar verloor ook dit keer, met 0-2 van Slavia Praag.
Na de Eerste Wereldoorlog had de club internationale contacten en kwamen er clubs uit Oostenrijk, Zweden, Zwitserland, Engeland en Frankrijk naar Brno. Zelf ging de club ook naar het buitenland en belandde in 1924 in Spanje waar de club verloor van FC Barcelona (2-3), Valencia CF (1-3). Tegen Real Madrid speelde de club 2-2 gelijk en bij een tweede wedstrijd won de club zelfs met 1-0 en ook Athletic Bilbao werd verslagen (3-1). Deze reizen waren echter negatief voor de thuiscompetitie, de club trad ofwel met een B-team aan of moest de wedstrijden op een later tijdstip afwerken. Het duurde tot 1928/29 vooraleer de club opnieuw de titel van Moravië binnen haalde.
Sinds 1925 was het voetbal in Tsjechoslowakije opgedeeld in een profcompetitie en amateurcompetitie. Moravská Slavia had voor de laatste optie gekozen. Na enkele jaren werd dit onderscheid afgeschaft en de club promoveerde in 1935 naar de hoogste klasse. De club werd tiende op veertien clubs en in de derby tegen SK Židenice (FC Zbrojovka Brno) verloor de club met 1-2 en 2-6. Het volgende seizoen eindigde dramatisch; de club speelde 1-1 gelijk tegen SK Kladno en won met 2-1 van SK Viktoria Pilsen en alle andere wedstrijden verloor de club waardoor de laatste plaats behaald werd. Het volgende seizoen kon de club een nieuwe degradatie maar net vermijden. Tijdens het Duitse bewind toen de Tweede Wereldoorlog uitbrak had de club het moeilijk omdat het een uitgesproken Tsjechische club was en de club moest zelfs zijn stadion verlaten.
Na de oorlog begon de club in de vierde klasse en promoveerde meteen. In 1949 fuseerde de club met Sokol GZ Královo Pole, dit was eigenlijk een overname en Moravská Slavia hield op te bestaan.
In december 1965 werd de club heropgericht. De nieuwe club had noch een eigen stadion, noch een eigen elftal en fusioneerde hierdoor in 1966 met TJ Slovan Staré Brno en bleef zijn eigen naam behouden. Vanaf 1969/70 speelde de club in de vierde klasse en kon dit niveau tot 1977 aanhouden. In 1982 degradeerde de club naar de zesde klasse, maar kon na één seizoen terugkeren. Na de Fluwelen Revolutie werd de voetbalafdeling in 1993 zelfstandig onder de naam SK Moravská Slavia Brno - fotbal. In de volksmond wordt de club nog steeds Morenda genoemd.

## Statistieken
- 1. liga 1936/37:

| Liga        | Plaats | Wed | W | G | N  | Saldo | Ptn |
| Státní liga | 12.    | 22  | 1 | 1 | 20 | 19:94 | 3   |

## Naamsveranderingen
- 1906 – SK Moravská Slavia Brno (Sportovní klub Moravská Slavia Brno)
- 1948 – JTO Sokol Moravská Slavia Brno (Jednotná tělovýchovná organisace Sokol Moravská Slavia Brno)
- 1949 – fusie met ZK GZ Královo Pole → ZSJ GZ Královo Pole (Závodní sokolská jednota Gottwaldovy závody Královo Pole)
- 1965 – ontbinding fusie → heroprichting als: TJ Moravská Slavia Brno (Tělovýchovná jednota Moravská Slavia Brno)
- 1966 – fusie met TJ Slovan Staré Brno
- 1993 – SK Moravská Slavia Brno - fotbal (Sportovní klub Moravská Slavia Brno - fotbal)

## Stadions
- Žabovřesky (1908 tot 1913)
- Siedlung Tábor (1913 tot 1919)
- Pisárky (1919 tot 1939)
- Kralové Pole (1940 tot 1948)
- Vojtova ulice (1965 tot heden)